# Chrapoń (wzgórze)
Chrapoń – wzgórze o wysokości 308 m n.p.m. położone w gminie Mstów, pomiędzy Mstowem a Zawadą. Pod względem fizycznogeograficznym należy do Wyżyny Częstochowskiej, znajduje się na terenie Parku Krajobrazowego Orlich Gniazd.
Jest do dość rozległe wzgórze o dwóch głównych wierzchołkach – zachodnim wierzchołkiem jest Góra Wał. Ponadto nieco na północ od najwyższego punktu wzniesienia znajduje się poboczny wierzchołek o nazwie Miedza. Wysokość tego wierzchołka to 301,5 m n.p.m., a oboczne nazwy to Góra Boryska lub Miedza Boryska. Nazwy te bywają także używane do określania całego wzgórza.
Na wzgórzu znajdują się pozostałości niemieckich umocnień z 1944 roku. Przez południowe zbocza wzgórza przebiega droga wojewódzka nr 786.